# Jan Filip Marchand
Jan Filip Marchand (ur. 22 sierpnia 1764 w Marsilly, Francja zm. 2 września 1792 w Paryżu) – francuski duchowny katolicki, męczennik błogosławiony Kościoła katolickiego.

## Życiorys
Był księdzem. Został zabity w czasie rewolucji francuskiej razem z innymi księżymi. Został beatyfikowany przez Piusa XI w dniu 17 października 1926 roku w grupie 191 męczenników z Paryża.